# 1907 في ألمانيا
فيما يلي قوائم الأحداث التي وقعت خلال عام 1907 في ألمانيا.

## رياضة
- 4 أغسطس – سباق طواف فرنسا 1907 الفائزون غوستاف جريجو، لوسيان بوتي-بريتون، إميل جورجيت.

## ظهور
- 1 يناير – كنولب رواية من تأليف هرمان هيسه.

## مواليد

### يناير
- 1 يناير – هيرمان راب
- 20 يناير – مانفريد فون آردن سياسي ألماني.

### فبراير
- 1 فبراير – جونتر أيش

### أبريل
- 23 أبريل – إلزه كورن كاتبة ألمانية.

### مايو
- 9 مايو – بالدور فون شيراخ
- 15 مايو – روث فيرنر سياسي ألماني.

### يونيو
- 5 يونيو – رودولف بيرلز
- 14 يونيو – بيرنت فون هايزيلر كاتب ألماني.
- 25 يونيو – هانز ينسن

### يوليو
- 23 يوليو – كيته شتروبل سياسية ألمانية.

### سبتمبر
- 2 سبتمبر – فريتز سيبان لاعب كرة قدم ألماني.

### أكتوبر
- 9 أكتوبر – هورست فيسل

### نوفمبر
- 12 نوفمبر – إرنست ألبريخت لاعب كرة قدم ألماني.
- 15 نوفمبر – كلاوس فون شتاوفنبرج ضابط ألماني.
- 25 نوفمبر – والتر نيوسيل ملاكم ألماني.

### ديسمبر
- 14 ديسمبر – جورج فرانك لاعب كرة قدم ألماني.

## وفيات

### يناير
- 2 يناير – أوتو بيندورف (مواليد 1838)
- 9 يناير – ماري ساكس التينبورغ (مواليد 1818) ملحنة ألمانية.
- 27 يناير – أوتو كونتزه (مواليد 1843) عالم نبات ألماني.

### فبراير
- 17 فبراير – فيلهلم فون بيزولد (مواليد 1837) فيزيائي ألماني وفلكي وخبير في الأرصاد الجوية.

### مايو
- 10 مايو – كارل مولر (مواليد 1823)
- 29 مايو – ديتريش براندس (مواليد 1824)

### يوليو
- 13 يوليو – هاينريش كروتز (مواليد 1854) عالم فلك ألماني.

### أغسطس
- 13 أغسطس – هيرمان كارل فوغل (مواليد 1841) عالم فلك ألماني.

### سبتمبر
- 16 سبتمبر – صوفي يونغهانز (مواليد 1845) كاتبة ألمانية.

### نوفمبر
- 12 نوفمبر – لينا فالتر (مواليد 1824)
- 21 نوفمبر – باولا مودرزون-بيكر (مواليد 1876) فنانة ألمانية.
- 30 نوفمبر – لودفيج ليفي (مواليد 1854) مهندس معماري ألماني.